# Topana
 Ovo je glavno značenje pojma Topana. Za grad u Rumunjskoj pogledajte Topana (Olt, Rumunjska).
Tvrđava Topana smještena je na klisuri nad Modrim jezerom, oko 500 metara sjeverozapadno od današnjeg središta Imotskog, te dominira gradom. U tvrđavi se nalazi i crkva Gospe od Anđela.

## Povijest
Nastala je u 10. stoljeću i spada u red najznačajnijih srednjovjekovnih fortifikacijskih objekata unutrašnjeg dijela Dalmacije.
Tvrđava je dobila ime po posebnoj kuli s platformom za topove, u vojnoj stručnoj terminologiji poznatoj kao topana (turski tophana znači ljevaonica i/ili spremište topa), koja je u sjeveroistočnom dijelu utvrde sagrađena za vrijeme Kandijskog rata oko 1663.

## Topana kao turistička atrakcija
Danas je ova tvrđava omiljeni vidikovac s kojeg puca predivan pogled na Modro jezero, a ljeti se u njoj održavaju razna kulturna događanja.